# كلود فيرر
كلود فيرر (بالإنجليزية: Claude Farrer)‏ مواليد 15 سبتمبر 1862 - الوفاة 16 فبراير 1890، كان لاعب كرة مضرب إنجليزي. وصل إلى نهائي بطولة ويمبلدون مرتين.

## النهائيات

### الزوجي
الوصافة (2)
| السنة | الدورة   | الشريك          | المنافس في النهائي      | النتيجة            |
| 1885  | ويمبلدون | آرثر جاي ستانلي | إرنست رينشو وليام رينشو | 3–6, 3–6, 8–10     |
| 1886  | ويمبلدون | آرثر جاي ستانلي | إرنست رينشو وليام رينشو | 3–6, 3–6, 6–4, 5–7 |